# Perarella clavata
Perarella clavata is een hydroïdpoliep uit de familie Cytaeididae. De poliep komt uit het geslacht Perarella. Perarella clavata werd in 1905 voor het eerst wetenschappelijk beschreven door Jäderholm. 